# Antibirokratska revolucija
Antibirokratska revolucija označava politički razvoj u Srbiji i Jugoslaviji tijekom kojih su 1988. i 1989. organizirane velike demonstracije po svim većim gradovima u Srbiji.

## Zahtjevi i ciljevi
Glavni zahtjev je bio preuređenje Jugoslavije po želji Slobodana Miloševića i njegovih suradnika: promjena ustava iz 1974 godine, jača centralizacija zemlje i novo političko rukovodstvo.

## Posljedice
Antibirokratska revolucija dovela je do ukidanja autonomije tadašnjih SAP Kosova i SAP Vojvodine (tijekom takozvane Jogurt revolucije, prva je na redu bila Vojvodina). U siječnju 1989. je u SR Crnoj Gori obavljen prevrat, te je instalirana Miloševiću odana marionetska vlast koju predvode Milo Đukanović i Momir Bulatović.
Vrhunac ovih događaja bile su demonstracije povodom obilježavanja 600. obljetnice bitke na Kosovu Polju.
Posljedica toga bila je postavljanje prosrpskog vodstva u tim pokrajinama, i na taj je način osigurana potpora predstavnika tih područja u jugoslavenskim saveznim institucijama. Tijekom 1989. i 1990. skupština Srbije potpisala je nove amandmane na ustav Srbije, čak i proglasila novi ustav. Na taj način faktično je srušena autonomija obiju pokrajina. Parola je bila: Oj Srbijo iz tri dijela, ponovo ćeš biti cijela (srpski: Ој Србијо из три дела поново ћеш бити цела).
Na taj način je Srbija je pokušala nametnuti svoja stajališta i ostalim republikama, naprimjer Sloveniji, gdje su pripadnici režima Slobodana Miloševića pripremali "miting istine" u prosincu 1989. godine koji vlasti Slovenije zabranile. No bez obzira na zabranu, demonstranti su se mobilizirali i krenuli su s autobusima iz raznih smjerova.  Inače "miting istine" bila je prikrivena akcija preuzimanja Slovenije, koje su slovenske vlasti uspjele spriječiti organiziranjem Operacije sever u kojem su bile uključene sve redarstvene snage Slovenije, pričuvnog sastava policije (6.472 djelatnika), te pomoći policijskih snaga Hrvatske uspjele zaustaviti prodor demonstranata na područje SR Slovenije.
Tadašnje vodstvo SR Slovenije i SR Hrvatske je nasuprot tome zagovaralo preustroj Jugoslavije na konfederalnom načelu, šta je doveo tijekom 14. kongresa SKJ do faktičkog raspada te partije.

## Utjecaj
Nakon prvih demokratskih izbora u Hrvatskoj u kolovozu 1990. uslijedila je tzv. balvan-revolucija koja je označila početak Domovinskog rata.